# Estudi Lagranja
Lagranja és un estudi-taller format per un equip multidisciplinari fundat el maig del 2002 per Gabriele Schiavon i Gerard Sanmartí que treballa principalment en projectes de disseny d'interior, disseny expositiu i disseny industrial entre Espanya i Itàlia, i per al món.
Des dels seus inicis, l'activitat de Lagranja Design respon a la vocació original dels seus fundadors: introduir el disseny com a eina per a empreses i marques. Però el treball de Lagranja Design va més enllà de la creació d'espais comercials, té una faceta autoral que li ha permès dissenyar productes per a prestigioses firmes internacionals i espais expositius per a institucions culturals.

## Història
Gerard Sanmartí (Barcelona 1974), titulat en disseny d'Interiors a l'escola ELISAVA de Barcelona i Art en "University of Industrial Arts" de Hèlsinki, i Gabriele Schiavon (Pàdua, Itàlia 1973), titulat en arquitectura en el IUAV de Venècia, es van conèixer treballant en el centre de comunicació i disseny del grup Benetton, la Fabrica, i a l'estiu de 2001 en una illa del Pacífic, després de participar en un concurs per dissenyar una cabana a Hawaii i ser seleccionats per passar un mes a les illes del Pacífic, va sorgir la idea de muntar un estudi propi i arriscar-se en el món del disseny; així va néixer l'estudi Lagranja, amb seu a Barcelona, un estudi de disseny multidisciplinari que concentra el seu talent en la creació d'interiors, productes i instal·lacions.
El nom de l'estudi, Lagranja, prové del nom del carrer on es va ubicar el seu primer estudi al barceloní barri de Gràcia, més tard li van afegir al nom "Design for Companies and Friends" essent avui un dels estudis més reconeguts a Europa. Col·laboren amb algunes de les més prestigioses firmes en el món del disseny i realitzen projectes internacionals tant d'espais corporatius com d'arquitectura efímera.
El 2008 l'Ajuntament de Barcelona atorga a Lagranja Design el "Premi Ciutat de Barcelona" en la categoria disseny. El 2010, Lagranja Design consolida significativament la seva evolució: dissenya per a l'Ajuntament de Barcelona un nou viver d'empreses, Barcelona Activa, i inicia la seva activitat a Àsia. El 2012 amb la incorporació d'un nou soci, Gemma Fletcher, van fundar Lagranja Hong Kong i més tard Lagranja Istanbul. Actualment està en construcció el Madera Hotel, comissionat pel grup immobiliari Hip Shing Hong Group en un dels districtes amb més densitat de població de Hong Kong.
Paral·lelament a la seva expansió internacional han inaugurat la seva nova seu en una antiga fàbrica de galetes d'estil modernista al Poble Nou de Barcelona. Aquest nou espai acull al seu interior una exposició titulada "Friends" que abasta una àmplia sèrie de mitjans i tècniques: il·lustració, grafitti, vídeo, pintura, escultura, resultat d'una mostra de creacions realitzades per joves artistes i consagrades figures del món del disseny.
L'estudi ha establert la seva trajectòria dissenyant projectes a Espanya i Itàlia principalment. Destacant la creació de "concept stores" i franquícies per prestigioses marques.

## Filosofia i estil
El seu únic estil és l'actitud, l'energia que emana dels seus projectes: optimistes, plens de vitalitat i d'atenció cap a les persones. El seu treball es basa a fer dissenys senzills i sincers. A Lagranja la teoria va mà a mà amb la pràctica, escoltant tant l'instint com la raó.
Els preocupa el medi ambient i la seva contribució és entendre el disseny com un procés de creació en què la inquietud principal ja no és com néixer, sinó com desaparèixer.
Malgrat el depurat dels seus projectes no es tracta d'un disseny minimalista, encara que segueixen el lema de “menys és més” reduint els seus dissenys al mínim, treballen des del punt de vista més humà i espontani, però amb una depuració formal. Busquen que els seus dissenys emocionin i funcionin sense estar subjectes a referents o tendències del moment, però ocurrents i organitzats, veuen clars els límits entre el dissenyador i l'artista: “ens barallem diàriament amb funcions, necessitats, ergonomia, sostenibilitat, pressupostos, i creiem que això no és propi del món de l'art".
En honor del nom de l'estudi, Schiavon i Sanmartí van decidir que els seus dissenys tindrien, en la mesura del possible, noms relacionats amb la natura i el món animal. Una de les seves cadires més conegudes es diu Lula, "calamar" en portuguès: en acabar la maqueta van veure que la forma recordava a la del cefalòpode. Un altre animal, molt menys amigable, dona nom al llum que han dissenyat també aquest any; es diu Mamba, com la perillosa serp africana. La seva forma, tant de peus com de paret, recorda a la silueta d'una serp.
El seu disseny l'autodefineixen com "Fantasia lògica". El projecte ha d'unir bellesa i funcionalitat, ser estèticament agradable però al mateix temps funcional, la qual cosa s'aconsegueix amb un perfecte equilibri entre risc i invenció, ofici i professionalitat.
Un disseny mai autorreferencial i autocomplaent, un disseny exempt de barreres conceptuals: eclèctic i versàtil, capaç de moure's entre disciplines i tipologies diferents, però la mescla de la cultura italiana i espanyola aflora en l'esperit mediterrani de les seves creacions.

## Àrees de treball
Els seus treballs es mouen entre el disseny, arquitectura i muntatges temporals; especialitzats en el disseny d'interiors per a projectes de retail i espais corporatius, els projectes van des de clubs, boutiques, restaurants, habitatges, fins a productes de mobiliari, oficines, exhibicions o il·luminació.

## Premis
En la seva trajectòria l'estudi Lagranja l'interiorisme es va llançar al disseny de productes, i d'allà van sortir els productes premiats com el llum Bucky, l'aparcabicis Key o la cadira Belloch que van vestir la sala d'Espanya de l'exposició Universal de Xangai 2010.
El treball de Lagranja ha obtingut reconeixement internacional i aclamació nacional guanyant prestigiosos premis com el Red Dot Award Alemanya (2008), el Premi Ciutat de Barcelona de Disseny (2009), el Premi Via (2009), l'Award of Excellence International Interior Design Association (IIDA) USA (2009), i l'IDEA Award USA (2007) i els Premis Delta Plata (2012), Premi Disseny per al Reciclatge 2009, Premi Interiorisme Plus 2009.
Objectes premiats:
L'aparcabicis Key va rebre el Premi Ciutat de Barcelona (2009), el Red Dot Award i l'IDEA Award 2007. Es tracta d'un element d'estructura circular que permet lligar les dues rodes de la bicicleta, editat per Santa & Cole. Es tracta d'un objecte amb formes simples i dinàmiques, dissenyades per actualitzar un element urbà fins ara poc treballat. Realitzat amb espuma de poliuretà d'alta densitat i base d'alumini, es presenta en dos colors, gris antracita i vermell. No necessita manteniment i té un pes de 9 kilos.
La cadira Belloch va rebre el 2009 l'Award of Excellence de l'International Interior Design Association, i el Premi Disseny per al Reciclatge 2009. Es tracta d'una cadira lleugera i apilable indicada tant per a exterior com per a interior, dissenyada per la Universitat Corporativa de Telefònica al Parc de Belloc. Havia estat dissenyada amb una gran investigació del material per a l'esquena, i quan la van llançar al mercat, el plàstic que utilitzaven portava gairebé un 40% de fibres naturals. Finalment han aconseguit fer la cadira 100% reciclada i reciclable, el material del seient i el respatller està format per un 60% de polipropilè reciclat procedent de residus plàstics post-consum, i un 40% de pols de fusta reciclada procedent de serralleries. Així mateix, conté estabilitzadors de llum ultraviolada per allargar la seva vida útil i evitar que el material es degradi amb el pas del temps, sobretot a l'exterior, i retardants que permeten demorar la propagació de la flama en cas d'incendi.